# Kiyotaka Matsui
Kiyotaka Matsui (Takatsuki, Japó, 4 de gener de 1961) és un futbolista japonès que disputà quinze partits amb la selecció japonesa.